# Ресторан общества трезвости
Ресторан общества трезвости — здание коммерческого назначения в Выборге. Расположенный на главной городской площади — Красной — частично двухэтажный дом в центре города Выборга в стиле неоренессанс включён в перечень памятников архитектуры. Несмотря на традиционное название, в качестве ресторана здание почти не использовалось.

## История
Согласно генеральному плану города 1861 года, разработанному выборгским губернским землемером Б. О. Нюмальмом, территория бывшего Петербургского форштадта была разделена на участки правильной формы, и хаотичная деревянная застройка района площади Красного Колодца после сноса устаревших укреплений Рогатой крепости и засыпки значительной части бухты Салакка-Лахти стала уступать место каменному строительству. К этому периоду относится и развитие в Финляндии во второй половине XIX века движения трезвенников по образцу обществ трезвости в других странах. Сформированный на насыпном грунте угловой участок на краю площади был приобретён обществом трезвости для размещения здания, которое предполагалось использовать в качестве безалкогольного ресторана, а также для выполнения общественно-просветительских функций.
Проект здания ресторана в стиле неоренессанс выполнил в 1890 году выборгский городской архитектор Б.Бломквист. Построенный частично двухэтажный особняк небольшими размерами и особенностями внешнего декора сильно отличается от окружающих его масштабных домов, возведённых несколько позднее (таких, как здание компании «Арина», здание компании «Отсо», дом купца Москвина и здание компании «Кулма»). Главный вход в виде портала, устроенный со стороны площади, завершается небольшим треугольным фронтоном, а основной зал выделен надстройкой, оформленной фронтоном с полуциркулярным окном. Важной частью фасадного декора стали полуколонны, размещённые в межоконном пространстве.
Ко времени появления ресторана площадь Красного колодца ещё не имела статуса главной городской площади: эти функции выполняла Соборная площадь. Однако здесь размещался оживлённый рынок, торговать на котором съезжались крестьяне Выборгского уезда. Тем не менее, несмотря на выгодное расположение, первый в Выборге безалкогольный ресторан не смог завоевать популярность у широких слоёв населения, и вскоре после открытия его помещения заняла городская библиотека, переехавшая из здания Выборгской ратуши, перестроенного в 1898 году и приспособленного под размещение музея.
В связи с новым назначением в здании была проведена частичная перепланировка, появились дворовые пристройки, однако основная первоначальная архитектурная отделка главного зала сохранилась. Очередной перепланировке особняк был подвергнут после переезда городской библиотеки в новое здание, построенное в 1935 году. Дом заняло образовательное учреждение по обучению взрослых (рабочий университет). В соответствии с проектом У. Ульберга в нём была изменена планировка лестниц, коридоров и других помещений.
Новая перестройка здания, гораздо более существенная, чем предыдущие, была связана с последствиями советско-финских войн (1939—1944): с 1941 года его занял Выборгский театр, прежние помещения которого сгорели. Появилась ещё одна дворовая пристройка, а границы многих помещений и расположение дверных проёмов изменились, так же как и элементы архитектурного решения фасадов. Но от первоначального проекта остались габариты главного зала, превращённого в зрительный. Для его затемнения были заложены высокие фасадные окна.
В послевоенное время особняк был снова перепрофилирован: некоторое время в нём работало музыкальное училище дома офицеров, до 1950-х годов — учительский (затем педагогический) институт. Основные помещения занимал дом пионеров, который размещался в здании с 1949 года до переезда в 1980-х годах в другое помещение. Если довоенным генпланом Выборга 1929 года предполагался снос здания в связи с застройкой района площади многоэтажными домами, то в послевоенный период дом получил статус памятника архитектуры. Вместе с тем, новым генеральным планом города, утверждённым в 1963 году, предусматривалась его надстройка, но особняк и её благополучно избежал. С 1990-х годов здание занимают разнообразные организации, главным образом коммерческого направления. Проведённая в связи этим перепланировка расчленила дом на отдельные помещения, в то же время восстановлены оконные проёмы, которые были заложены в военный период.